# Mar de Beaufort
La mar de Beaufort (en anglès: Beaufort Sea) és una mar marginal de l'oceà Àrtic, situada al nord dels territoris del Nord-oest i del Yukon (Canadà) i Alaska (Estats Units) i a l'oest l'arxipèlag Àrtic canadenc. El límit nord-occidental està definit arbitràriament per una línia que uneix la punta Barrow, a Alaska, amb Lands End, a l'illa del Príncep Patrick. Té una superfície d'uns 450.000 km². Fou anomenat així en honor de l'hidrògraf irlandès sir Francis Beaufort.
El mar, caracteritzat per un clima rigorós, està glaçat durant la major part de l'any. Històricament, només un coll estret de fins a 100 km (62 milles) s'obre entre els mesos d'agost i setembre a prop de les seves costes, però recentment a causa del canvi climàtic a l'Àrtic la zona lliure de gel a finals d'estiu s'ha ampliat molt. Fins fa poc, el mar de Beaufort era conegut com un important embassament per a la reposició del gel marí àrtic. El gel marí sovint girava durant diversos anys al gir de Beaufort, el corrent oceànic dominant del mar de Beaufort, convertint-se en un gel resistent i gruixut d'uns quants anys.

## Geografia

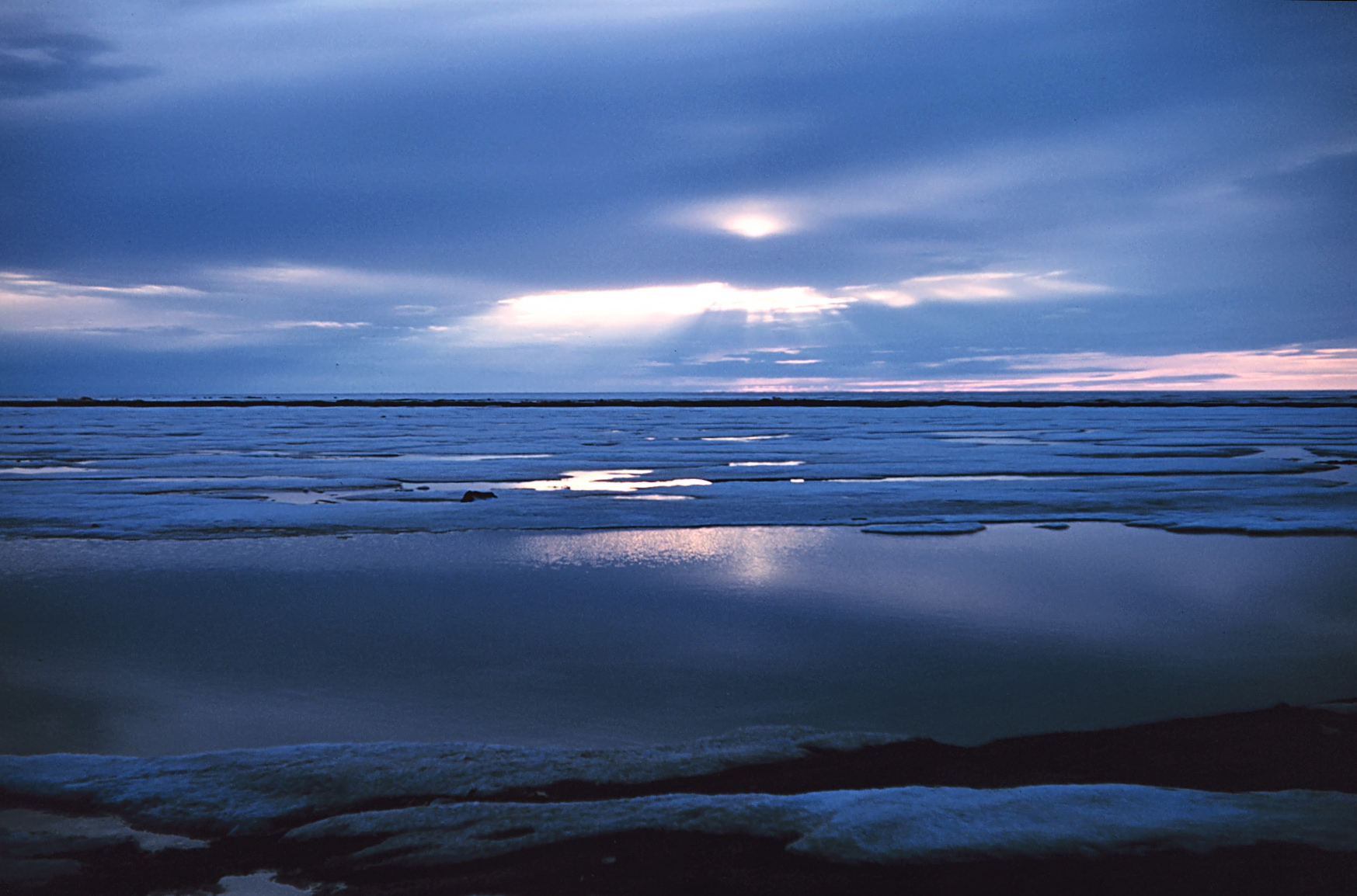
La banquisa al mar de Beaufort

El mar de Beaufort està limitat, al nord-oest, per una línia que connecta la punta Barrow (Alaska) amb Lands End, a l'illa del Príncep Patrick; a l'oest per les costes occidentals de l'illa del Príncep Patrick i l'illa de Banks, que forma part de l'arxipèlag Àrtic canadenc; i al sud per la costa continental.
Hi desguassa el gran riu Mackenzie i d'altres de menors. És un hàbitat important per a balenes i ocells marins i no és gaire freqüentat pel trànsit comercial.
La mar està totalment glaçada bona part de l'any. La banquisa cobreix el límit septentrional del mar durant tot l'any.
Es creu que al subsòl del mar de Beaufort hi ha reserves significatives de petroli, com a continuació de les reserves ja confirmades del riu Mackenzie i de la costa àrtica d'Alaska. No fou explorat per les petrolieres fins a la dècada del 1960, i arran del projecte Amauligak el 1986 hi va començar a funcionar la primera plataforma petroliera.

## Història
L'almirallat anglès sempre posà un especial èmfasi en la recerca del pas del nord-oest, i després de comprovar que no hi havia cap pas a través del continent ho provà a través de l'estret de Bering.
El 1825, Frederick William Beechey va ser nomenat comandant de la balandra de guerra HMS Blossom, amb una tripulació d'un centenar de soldats amb la missió de buscar el pas del Nord-oest per l'estret de Bering. Un cop allà, havia de virar cap a l'est fins a enllaçar amb dues expedicions que buscaven el pas des de l'oest: l'una per terra, des del riu Mackenzie, comandada per John Franklin, i una altra per mar, des de l'estret del Príncep Regent, a les ordres de William Edward Parry. Beechey va arribar a l'estret de Bering el juliol de 1826 i poc després va superar la punta Barrow, i fou el primer occidental a navegar per les aigües del mar de Beaufort.
La costa continental, el límit meridional del mar de Beaufort, va ser reconeguda des de terra per Franklin en la seva expedició de 1824 a 1826, en la qual anava acompanyat per George Back, el naturalista John Richardson i l'explorador canadenc Peter Warren Dease. Van descendir el riu Mackenzie i exploraren el tram de costa oriental del mar de Beaufort fins a arribar a Prudhoe Bay.
El primer occidental del qual es té constància que vagi travessar el mar de Beaufort va ser, l'any 1850, l'oficial naval i explorador britànic Robert McClure, comandant l'HMS Investigator, en una de les expedicions de l'almirallat britànic a la recerca de l'expedició perduda de Franklin. En aquesta expedició, McClure va ser el primer a aconseguir completar el pas del Nord-oest, tot i que una part del trajecte el va fer a peu i amb trineus.

## Disputa fronterera

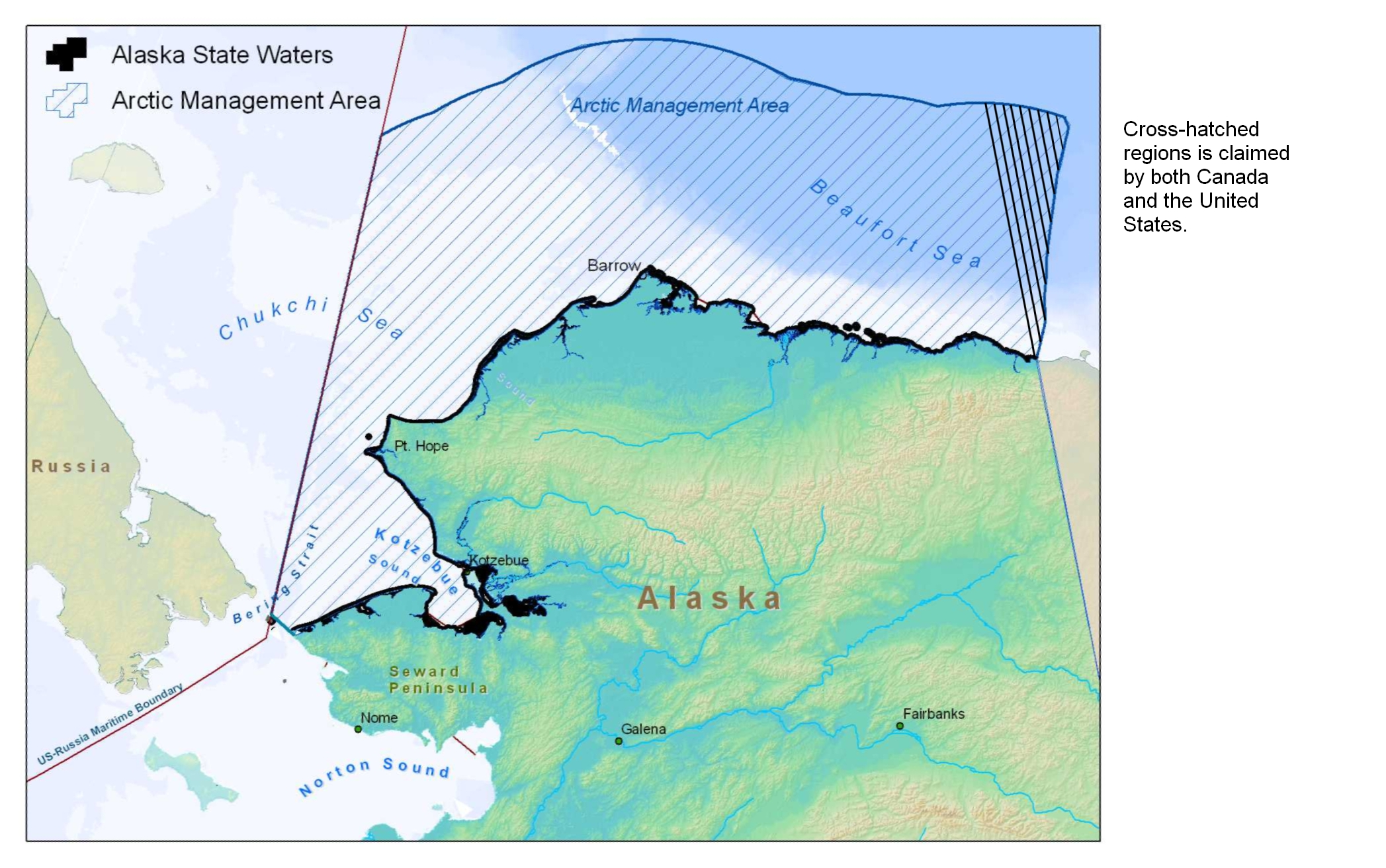
La regió en forma de falca amb línies creuades de l'est és reclamada pel Canadà i els Estats Units

Hi ha una disputa entre el Canadà i els Estats Units sobre la delimitació d'una part de la secció marítima de la frontera internacional al mar de Beaufort. El Canadà reclama que la frontera marítima segueixi el meridià 141° N, seguint la frontera terrestre entre Alaska i el Yukon, fins a una distància de 200 milles nàutiques. Els Estats Units al·leguen que la línia divisòria ha de ser perpendicular a la costa fins a una distància de 200 milles nàutiques, seguint una línia equidistant de la costa. Aquesta diferència crea un sector que és reclamat per ambdues nacions. Aquest conflicte ha adquirit major importància per la possible presència de reserves de petroli dins la falca. Ambdós estats han ofert els drets d'explotació de petroli en les seccions dins la falca en disputa.
La posició del Canadà té les seves arrels en el Tractat de Sant Petersburg (1825) entre el Regne Unit i l'Imperi Rus que va establir el límit entre ambdós. El Canadà és l'estat successor de la Gran Bretanya amb relació a aquest tractat, que estipula:
| « | la línia de demarcació seguirà el cim de les muntanyes situades paral·leles a la Costa, fins al punt d'intersecció del grau 141 de longitud Oest […] i, finalment, des de l'esmentat punt d'intersecció, l'esmentada Línia Meridiana de el grau 141, en la seva prolongació fins a l'oceà gelat | » |
| — article 3, Conveni entre Gran Bretanya i Rússia sobre els límits de les seves possessions respectives a la costa nord-oest d'Amèrica i la navegació de l'oceà Pacífic, 1825-02-16, 75 CTS 95 | |   |

Canadà sosté que aquest tractat és extensible des de la terra fins al mar de Beaufort al llarg del meridià. Els Estats Units rebutgen aquesta extensió i, en canvi, afirmen una línia fronterera basada en l'equidistància, encara que la seva posició es veu una mica minada per la seva acceptació el 1867 d'una redacció similar del tractat i una interpretació similar sota el tractat pel qual va adquirir Alaska. Tant els EUA com el Canadà estan d'acord que estan obligats per la Convenció de la plataforma continental de 1958; i tots dos coincideixen que la frontera hauria de ser equitativa, tal com determina la Cort Internacional de Justícia. Difereixen sobre allò que s'ha de considerar equitatiu. Els EUA afirmen que l'equidistància és un principi adequat per determinar un límit marítim on no hi ha circumstàncies especials a la zona i quan l'equidistància dona lloc a un límit d'acord amb principis d'equitat. El Canadà sosté que un principi d'equidistància no dona lloc a un límit equitatiu, perquè es produiria una distorsió. La costa de Yukon és còncava, mentre que la costa d'Alaska és convexa; i, per tant, un principi d'equidistància donaria lloc a una extensió significativa de la possessió dels EUA. Aquesta disputa ha adquirit una major importància a causa de la possible presència de reserves naturals dins de la falca, que segons la National Energy Board del Canadà pot contenir 1.700.000.000 m³ de gas, que cobriria el consum nacional durant 20 anys, i més d’1.000.000.000 m³ d'oli. Per això, Canadà argumenta que s'apliquen circumstàncies especials a aquesta frontera, una posició que els EUA rebutgen. Aquesta disputa és, en aquest sentit, una imatge mirall de la disputa entre els EUA i el Canadà sobre el golf de Maine, on els EUA defensaven circumstàncies especials i el Canadà defensava el principi d'equidistància. (En aquesta darrera disputa, tots dos arguments van ser rebutjats, i la frontera es va traçar basant-se en principis geomètrics tenint en compte factors geogràfics.) Ni els EUA ni el Canadà han pressionat per a una resolució ràpida de l'assumpte, o l'arbitratge a la Cort Internacional de Justícia, però; i els dos han cooperat mentrestant en diverses mesures destinades a preservar el medi marítim.
Abans de finals de 2004, els EUA van llogar vuit parcel·les de terra sota l'aigua per a l'exploració i explotació de petroli, provocant una protesta diplomàtica del Canadà. El 20 d'agost de 2009, el secretari de Comerç dels Estats Units, Gary Locke, va anunciar una moratòria sobre la pesca comercial al mar de Beaufort al nord d'Alaska, incloses les aigües en disputa. El juliol de 2010, les negociacions entre els Estats Units i el Canadà van començar a Ottawa amb la propera reunió prevista el 2011. S'ha iniciat una prospecció geològica conjunta de la zona, i el tema es va marcar com a resolt per la CIA World Factbook, encara que no s'ha publicat cap document oficial el setembre de 2010.

### Moratòria de la pesca comercial
El 20 d'agost de 2009, el secretari de Comerç dels Estats Units, Gary Locke, va anunciar una moratòria sobre la pesca al mar de Beaufort al nord d'Alaska. Segons Locke: 
| « | "A mesura que el gel marí de l'Àrtic retrocedeix a causa del canvi climàtic, hi ha un interès creixent per la pesca comercial a les aigües de l'Àrtic. Estem en condicions de planificar una pesca sostenible que no perjudiqui la salut general d'aquest fràgil ecosistema. Aquest pla adopta un enfocament de precaució per a qualsevol desenvolupament de la pesca comercial en una zona on no n'hi ha hagut en el passat". | » |

Ara no hi ha pesca comercial generalitzada en aquestes aigües.
La moratòria es va imposar en previsió que l'escalfament global faria que aquestes aigües fossin accessibles per a la pesca comercial. La moratòria va provocar polèmica al Canadà perquè la regió on els EUA van anunciar la moratòria incloïa una gran regió en forma de falca d'aigües en disputa. Randy Boswell, de Canada.com, va escriure que l'àrea en disputa cobria 21.436 km² secció del mar de Beaufort. Va escriure que el Canadà havia presentat una " nota diplomàtica " amb els EUA a l'abril, quan els EUA van anunciar per primera vegada els plans per a la moratòria. Jack Layton, líder del Nou Partit Democràtic del Canadà, va qualificar la moratòria dels EUA sobre les aigües en disputa al mar de Beaufort com la "més invasió al territori canadenc de la nostra història".